# Tejuçuoca
Tejuçuoca est une municipalité brésilienne de l’État du Ceará. En 2010, elle compte 16 386 habitants.

## Toponymie
Le nom Tejuçuoca vient de l'ancien tupi teîuûasu oka (« repaire des teiú-açus »). Teiú-açu (« Grand tégu ») est l'un des noms vernaculaires du Tégu commun (Tupinambis teguixin), une espèce de sauriens,